# NBCUniversal Entertainment Japan
NBCUniversal Entertainment Japan (яп. NBCユニバーサル・エンターテイメントジャパン合同会社) (раніше відома як Pioneer LDC — Pioneer LaserDisc Company, філія компанії Pioneer Corporation) — японська компанія, яка розташована в районі Акасака, Токіо, Японія. Спеціалізується на спонсоруванні музики, аніме і домашньої розважальної продукції. NBCUniversal Entertainment Japan також була залучена у створення та поширення декількох аніме в Японії. Північно-американська філія спеціалізується на переведенні та розповсюдженні аніме та супутніх товарів, таких як саундтреки.

## Історія
Geneon Universal спочатку була створена під назвою Pioneer LDC в 1981 році. У липні 2003 року, компанія була придбана японською рекламною та маркетинговою фірмою Dentsu, і була перейменована в Geneon Entertainment, а північно-американський відділ у Geneon USA (але перейменування в Geneon USA повністю набуло чинності в лютому 2004 року, оскільки випущені DVD-диски все ще були з логотипами Pioneer LDC. Навіть після перейменування, DVD-диски все ще випускалися з логотипом Pioneer LDC разом з Geneon USA, але в лютому 2005 року логотип Pioneer LDC був видалений.).
Крім того, вони також підписали контракт з Viz Media (коли вони називалися Viz Communications) для випуску власних DVD таких аніме як Покемон і Ранма ½ до того як Viz почали випускати свої власні DVD-диски. Geneon також підписали договір з Funimation Entertainment, для виробництва і розповсюдження домашнього відео, випуску 53-67 серій і перших трьох фільмів Dragon Ball Z поки Funimation не розпочали самі дублювати серії.
У листопаді 2004 року, Geneon USA підписали контракт з Toei Animation для розповсюдження деяких своїх тайтлів на північноамериканському ринку. У тайтли що випускалися входили Air Master, Interlude, і Slam Dunk. Тим не менш, в кінці 2006 року, контракт завершився і випуск тайтлів припинився.
У березні 2007 року, Geneon став ексклюзивним дистриб'ютором в Північній Америці для Bandai Visual USA. Чотири місяці потому, було оголошено що ADV Films візьме на себе розповсюдження, маркетинг, і продажі в США, якими займався Geneon USA, починаючи з 1 жовтня 2007 року. Згідно з повідомленням, Geneon USA продовжуватимуть купувати ліцензії, і виробляти субтитри і дублювати аніме англійською для випуску в Північній Америці. Але контракт був розірваний у вересні, до реалізації, кілька компаній не вдаючись у деталі сказали що «не змогли досягти угоди». 3 грудня Geneon USA був закритий, з тайтлами що були замовлені 5 листопада. Тайтли, які були в середині випуску чи ліцензовані але невидані залишилися в підвішеному стані. Тайтлів Bandai Visual USA не торкнулося закриття Geneon USA, хоча деякі були перенесені до того як Bandai Visual знайде нового дистриб'ютора.
Інший Північно-Американський аніме дистриб'ютор, Funimation Entertainment, почав переговори з Geneon USA для придбання деяких ліцензій на тайтли. У липні 2008 року, офіційна угода було оголошена і Funimation придбала права на виробництво, продаж і поширення різноманітних аніме і дорам. 12 листопада 2008, Dentsu оголосив що продає 80,1% своїх акцій філії компанії NBCUniversal, Universal Pictures International Entertainment (UPI), яка планує об'єднати їх зі своєю філією Universal Pictures Japan для створення нової компанії. Злиття завершилося 1 лютого 2009. Нова компанія була названа Geneon Universal Entertainment Japan. 9 грудня 2013 року компанія змінила свою назву на NBCUniversal Entertainment Japan.

## Відгуки
У 2006 році, Співтовариством Просування Японської Анімації, Geneon був названий «Найкращою Аніме Компанією».